# Wiesław (sielanka)
Wiesław – sielanka Kazimierza Brodzińskiego opublikowana w 1820 w „Pamiętniku Warszawskim”.
Utwór był realizacją założeń przedstawionych przez Brodzińskiego w rozprawie O klasyczności i romantyczności. Kolejne wznowienia były nieco zmienione w stosunku do pierwszego wydania. Wiesław odbiegał od wcześniej powstających sielanek. Akcja rozgrywała się na wsi, ale w miejsce stereotypowego świata pasterzy pojawiło się przedstawienie konkretnej społeczności wiejskiej.
Sielanka przedstawia historię miłości Wiesława i Haliny, ukazaną na tle insurekcji kościuszkowskiej oraz podkrakowskiej wsi początku XIX wieku. Bohaterowie odnajdują szczęście w środowisku rodzinnym i sąsiedzkim, w kontakcie z naturą, kierowaniu się w życiu uczuciami i cnotami moralnymi. Wyidealizowany świat, w którym żyją, odznacza się ładem i harmonią, reprezentuje niezepsutą duszę narodu polskiego. Utwór przedstawia jednak także ówczesne realia obyczajowe i folklorystyczne (opis swatów i wesela, przyśpiewki ludowe), co sprawia, że świat wymyślony przez autora miesza się z realistycznymi opisami. 
W czasach zaborów utwór Brodzińskiego cieszył się dużą popularnością i umacniał przywiązanie do rodzimej tradycji. Adam Mickiewicz w epilogu Pana Tadeusza wspomina, że Wiesław był często czytany („Tak za dni moich przy wiejskiej zabawie, / Czytano nieraz pod lipą na trawie / Pieśń o Justynie, powieść o Wiesławie”).